# Johannes Petraeus
Johannes Petraeus med tillnamnet Smolandus, född i Jönköping, levde i slutet av 1600-talet. Han finns representerad i de svenska psalmböckerna från 1695 till 1937 med tre översättningar från tyska (1937 nr 200, 285 och 290).
Dessa psalmtexter ingår i Salomon Liscovius verk Bittere Thränen u. süsse TrostQuelle, som översattes i sin helhet av Petraeus till den svenska psalmboken Bitter tåre- och sööt Tröst-kiälla, uppsprungen af lagen och evangelio. Thet är en fullkomlig bot- bättrings- och comunion-bok, ... förmedelst utwalde böner och hiärtesuckningar (översatt och tryckt 1693 på Nathanael Goldenaus bekostnad).

## Psalmer
- Hur kan och skall jag dig (1695 nr 20, 1937 nr 200)
- Mitt skuldregister, Gud (1695 nr 256, 1937 nr 285)
- Väl mig i evighet (1695 nr 241, 1937 nr 290) Finns på Wikisource.